# Bagrationovsk
Bagrationovsk, anciennement Eylau (en russe : Багратионовск ; en allemand : Preußisch Eylau ; en lituanien : Yluva ou Prūsų Ylava ; en polonais : Pruska Iława ou Iławka) est une ville de l'oblast de Kaliningrad, en Russie, et le centre administratif du raïon de Bagrationovsk. Sa population s'élevait à 6 292 habitants en 2013.

## Géographie
Bagrationovsk est située à 39 km au sud de Kaliningrad et à 1 090 km à l'ouest de Moscou.

## Histoire

### De 1325 à 1807
En 1325, les chevaliers teutoniques construisirent un château appelé « Yladia » ou « Ilaw », et connu plus tard sous le nom de Preußisch Eylau, au centre de la région de Natangia. Ylow est un terme vieux prussien signifiant « boue » ou « marécages ». Une agglomération se développa peu à peu à côté du château. Le village avait peu d'habitants, mais en raison de sa position centrale, il servit fréquemment comme lieu de rencontre pour les chefs de l'Ordre teutonique. Eylau adopte le droit de Culm en 1305. En 1427, par exemple, la Loi du comté d'Eylau (Eylauer Landesordnung) fut publiée par l'Ordre. Au cours de la guerre de Treize Ans, le château fut assiégé le 24 mai 1455 par les troupes de la Confédération prussienne sous le commandement de Remschel von Krixen, mais ces troupes furent vaincues par la garnison. De même lors de la guerre des cavaliers, en 1520, le château fut assiégé sans succès par les troupes du Royaume polonais, qui dévastèrent néanmoins le village.
Preußisch Eylau reçut sa charte civique en 1585. De 1709 à 1711, la peste bubonique causa la mort de 2 212 habitants de la région d'Eylau.

### De 1807 à 1914

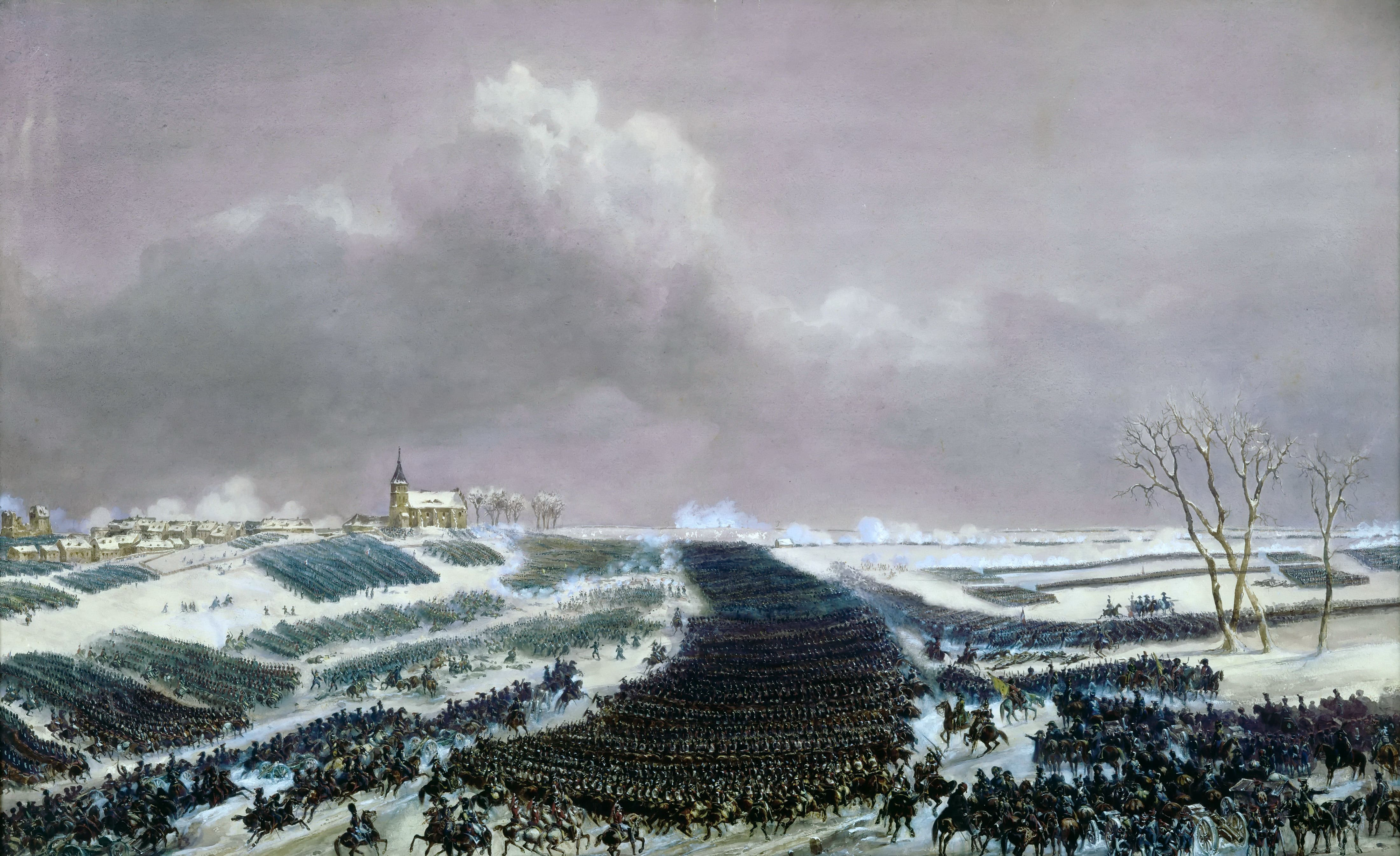
La bataille d'Eylau

C'est en 1807 que se déroula la sanglante bataille d'Eylau, durant laquelle les troupes françaises de Napoléon Ier affrontèrent les Russes de Bennigsen et les Prussiens du général Anton Wilhelm von L'Estocq. Trois habitants d'Eylau trouvèrent la mort au cours de la bataille, mais 605 personnes moururent de faim ou de maladie durant l'année 1807, alors que le nombre de décès moyen était de 80 à 90 par an. Napoléon utilise le tribunal local pour établir son quartier-général, du 7 au 17 février 1807.
Le 1er avril 1819, la ville devint le chef-lieu de l'arrondissement de Preußisch Eylau (de). En 1834, une école de formation de professeurs fut créée, dans laquelle furent formés tous les enseignants de la province de Prusse-Orientale jusqu'à sa fermeture, en 1924. La ville fut desservie par le chemin de fer à partir du 2 septembre 1866. Pendant la Première Guerre mondiale, Preußisch Eylau fut occupée sans combat par l'armée russe le 27 août 1914, mais ses soldats repartirent le 3 septembre 1914.

### De 1914 à 1945
Après 1933, de grandes casernes furent construites à Preußisch Eylau par la Wehrmacht. Des unités d'infanterie et d'artillerie y étaient en poste en 1935.
Le 9 février 1945, lors de l'offensive de l'Armée rouge en Prusse-Orientale, Preußisch Eylau fut occupée par des unités de la 55e division de la garde d' « Irkoutsk-Pinsk », commandée par le major-général Tourtchinski. La population allemande qui n'avait pas encore fui au cours de l'évacuation de la Prusse-Orientale fut totalement expulsée ; le dernier convoi quitta la ville le 23 novembre 1947. La police secrète soviétique, le NKVD, établit un camp de détention pour civils allemands dans l'ancienne caserne de la Wehrmacht. Il fonctionna de 1945 à 1949 ; 13 000 prisonniers y auraient été détenus, dont 6 000 y seraient morts, et la population d'origine fut remplacée par des populations venant des endroits de Russie dévastés par la guerre.

### Après 1945
Au début d'août 1945, des fonctionnaires polonais reprirent le pouvoir administratif dans la ville, mais à partir du 1er janvier 1946, la nouvelle frontière entre l'Union soviétique et la Pologne fut établie juste au sud de la limite de la ville. En janvier 1946, la ville fut rattachée à l'oblast de Kaliningrad et son nom fut changé, de Preußisch Eylau en Bagrationovsk, en l'honneur du général Bagration qui avait servi comme officier russe contre Napoléon à la bataille d'Eylau.
Aujourd'hui, le principal point de passage de la frontière russo-polonaise (Bezledy-Bagrationovsk) est situé à 2 km au sud de la ville.

## Population
Recensements (*) ou estimations de la population
| 1875  | 1890  | 1900  | 1910  | 1933  |
| ----- | ----- | ----- | ----- | ----- |
| 3 738 | 3 446 | 3 248 | 3 270 | 4 123 |

| 1939  | 1946  | 1959* | 1970* | 1979* |
| ----- | ----- | ----- | ----- | ----- |
| 7 485 | 2 275 | 4 438 | 5 563 | 6 049 |

| 1989* | 2002* | 2010* | 2012  | 2013  |
| ----- | ----- | ----- | ----- | ----- |
| 6 728 | 7 216 | 6 400 | 6 462 | 6 292 |

## Personnalités liées à la ville
- Theophil Ernst Kriese (de) (1785-1848), écrivain et pédagogue
- Anton von Wegnern (1809-1891), homme politique
- Catharina Klein (1861-1929), illustratrice allemande